# Bogusława Jeżowska-Trzebiatowska
Bogusława Jeżowska-Trzebiatowska (ur. 19 listopada 1908 w Stanisławowie, zm. 16 grudnia 1991 we Wrocławiu) – polska fizykochemik, specjalizująca się w fizykochemii strukturalnej, spektroskopii, magnetochemii, chemii jądrowej i radiacyjnej. Współtwórczyni wrocławskiej szkoły chemii koordynacyjnej.
W 1935 jako pierwsza kobieta obroniła doktorat na Politechnice Lwowskiej. Od 1954 była profesorem Uniwersytetu Wrocławskiego. Była też członkiem rzeczywistym Polskiej Akademii Nauk, a od 1977 członkiem zagranicznym Akademii Nauk NRD.

## Życiorys
Jej ojcem był Seweryn Jeżowski, doktor praw, matką - Stefania z domu Wartanowicz, polska Ormianka.
W roku 1913 rodzina Jeżowskich przeprowadziła się do Lwowa, gdzie Bogusława ukończyła Gimnazjum Królowej Jadwigi. Później - zainspirowana sukcesem naukowym Marii Skłodowskiej-Curie, która podczas swej wizyty we Lwowie spotkała się z młodzieżą w miejscowym ratuszu - zdecydowała się wbrew rodzicom studiować chemię, jako jedna z dziesięciu dziewcząt na stu studentów tego wydziału Politechniki.
Na trzecim roku studiów uzyskała tu posadę zastępcy asystenta u profesora Wiktora Jakóba. Pod jego kierunkiem zajmowała się badaniami właściwości renu, który był też potem tematem jej doktoratu. Pierwsze prace naukowe, które publikowała w latach 1931–1932, także poświęcone były temu metalowi. Jej praca dotycząca 5-wartościowych związków tego pierwiastka, spotkała się z surową krytyką Waltera Noddacka i Idy Noddack, odkrywców renu. W roku 1939, na Kongresie Chemii w Rzymie, Noddack przyznał jednak publicznie Trzebiatowskiej rację.
Podczas wojny pracowała w chemicznej fabryce „Galikol” we Lwowie, produkującej ciężkie alkohole. Od 1942 była członkiem Armii Krajowej, przyjęła pseudonim „Ren”. W „Galikolu”, korzystając z dostępu do stężonego kwasu siarkowego i amoniaku, produkowała dla AK bomby dymne i parzące. Po przejściu frontu radziecko-niemieckiego przez Lwów w 1944, ponownym zajęciu Lwowa przez ZSRR i przekształceniu niemieckiej fabryki w "Chemtrud" pracowała w niej jeszcze przez pewien czas, a po wojnie, w grudniu 1945 przeniosła się wraz z mężem do Wrocławia.
Wkrótce po przyjeździe, w powstającej w tym czasie wspólnej uczelni – Politechnice i Uniwersytecie Wrocławskim stworzyła Zakład Chemii Nieorganicznej i Analitycznej Wydziału Farmacji, a w 1948 powierzono jej kierownictwo Katedry Chemii Ogólnej, którą kierowała także na początku lat 50., w okresie reorganizacji uczelni wrocławskich. W tym okresie jej katedra była m.in. częścią Wydziału Rolniczego Politechniki Wrocławskiej. Organizowała chemię uniwersytecką oraz Wydział Matematyki, Fizyki i Chemii Uniwersytetu Wrocławskiego. Piastowała kierownictwo Katedry Chemii Nieorganicznej.
Później, w latach 1958–1962, była dziekanem Wydziału Mat-Fiz-Chem UWr, w tym też czasie (1961) wstąpiła do PZPR. Była założycielką i pierwszym dyrektorem (1969–1979) Instytutu Chemii UWr.
Przewodnicząca (od 1978 do śmierci) Oddziału Wrocławskiego PAN.
Zmarła w wyniku obrażeń po upadku na schodach w swoim domu. Została pochowana obok męża na cmentarzu Osobowickim we Wrocławiu.
Siostra Krzysztofa Jeżowskiego (1917–1970), profesora i rektora Akademii Ekonomicznej we Wrocławiu. Od 1935 r. żona Włodzimierza Trzebiatowskiego.

## Odznaczenia
- Doktor honoris causa Politechniki Wrocławskiej (1978)[6], Uniwersytetu im. Łomonosowa w Moskwie (1979), Uniwersytetu Wrocławskiego (1980).
- Medal imienia Marii Skłodowskiej-Curie przyznawany przez Polskie Towarzystwo Badań Radiacyjnych (1983).
- Za ukrywanie w czasie wojny i uratowanie życia Emilowi Tasznerowi, żydowskiemu pracownikowi fabryki, w której pracowała we Lwowie odznaczona przez Jad Waszem medalem „Sprawiedliwy wśród Narodów Świata” latem 1991.
- Za swój udział w pracy konspiracyjnej została odznaczona przez Polskie Państwo Podziemne Srebrnym Krzyżem Zasługi z Mieczami.
- Nagroda Państwowa I stopnia (1976) oraz II stopnia (1964)[2].
- Medal im. Mikołaja Kopernika Polskiej Akademii Nauk (1986)[7]

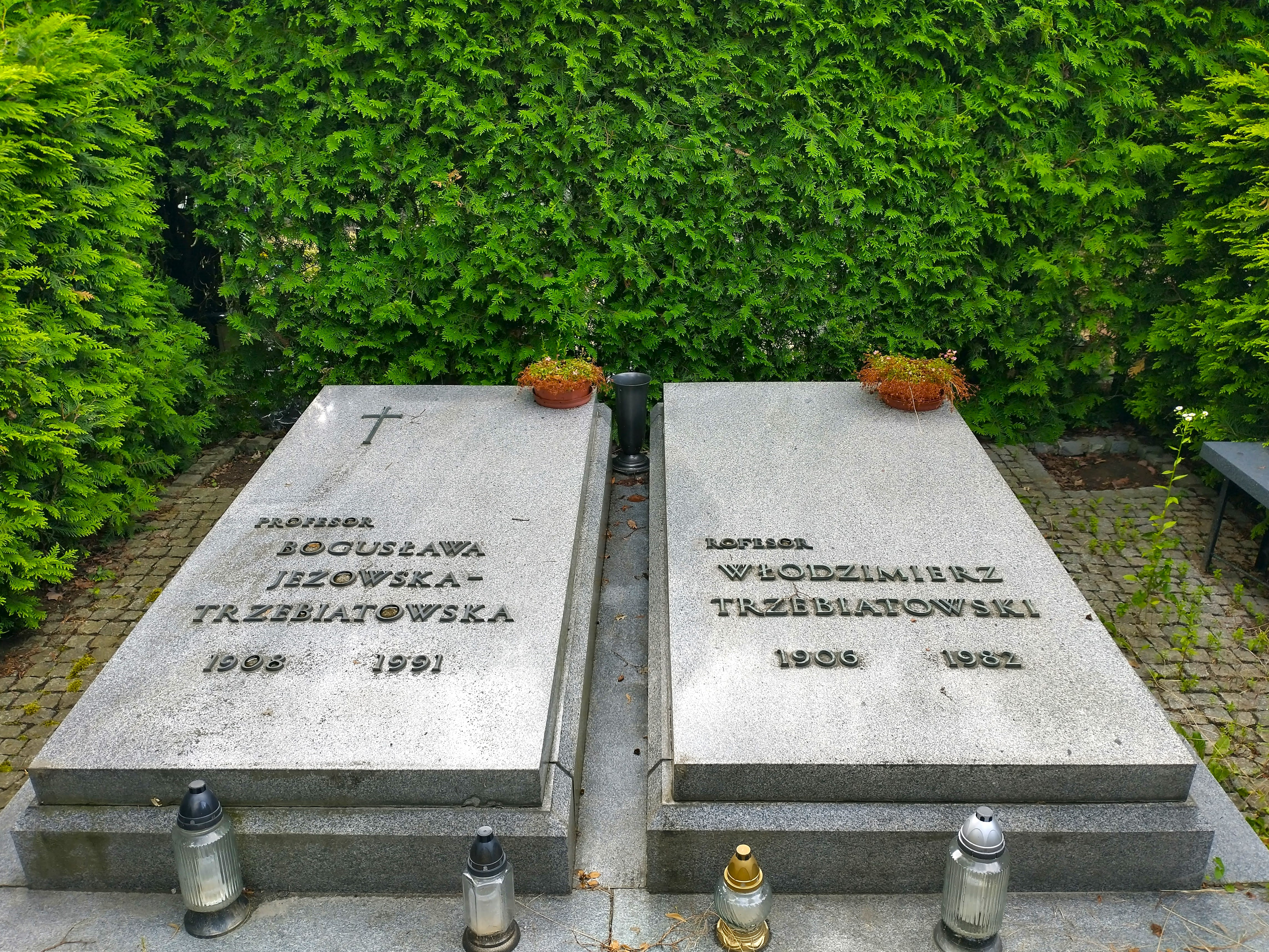
Grób małżeństwa Trzebiatowskich

## Upamiętnienie
Od 2018 roku jest patronką skweru znajdującego się obok Wydziału Chemii Uniwersytetu Wrocławskiego.